# Дмитриев, Николай Иванович (живописец)
Николай Иванович Дмитриев (1847, Санкт-Петербург — 1875, Нежин) — русский художник.

## Биография
Родился в 1847 году в Санкт-Петербурге в семье художника Ивана Дмитриева, который сперва окончил с золотой медалью Императорскую академию художеств, а впоследствии был рукоположен во священники.
Детство Николай Дмитриев провёл частью в Риге, частью в Харькове; в 12 лет остался сиротой. После этого влиятельным покровителям из духовной среды удалось устроить мальчика в Харьковскую духовную семинарию. Как и отец, он рано проявил способности к живописи: в семинарии, в возрасте 13 лет, уже рисовал портреты. Способности юноши были замечены, и он смог поступить в Академию художеств, которую ранее окончил его отец.
В 1860 году, в период обучения в Академии, Дмитриев написал картину из русской истории («Пояс Василия Косого»), а в 1865 году — картину «Вальгалла». Окончив Академию с дипломом учителя рисования, Дмитриев вскоре покинул Санкт-Петербург и переселился в более тёплый Чернигов, где в течение следующих восьми лет преподавал рисование в мужской и женской гимназиях.
В дальнейшем Дмитриев для поправления здоровья отправился в Крым (Феодосию) и на Кавказ. В 1875 году скончался от чахотки в городе Нежине (вероятно, на пути в Чернигов).
Дмитриев был известен, как  портретист, а также как копиист (выполнял, в частности, прижизненные копии с картин Айвазовского, которые его современники считали превосходными). Кроме того, писал пейзажи и жанровые картины: («Утренняя заря», «Русалка», «Грузинка», «Турчанка» и др.).